# 源威集
源威集（げんいしゅう）は、南北朝時代後期（14世紀後半）に書かれた軍記物。「源氏の威」すなわち河内源氏の武家政権（鎌倉時代及び室町幕府）の正当性とこれを支えた東国武士の活動を中心に描く。著者については結城直光説と佐竹師義説がある。全2巻。

## 概要
現存する版本は、元禄年間に秋田藩の藩史編纂のために真壁氏幹の末裔真壁充幹（甚太夫）が藩主佐竹氏に提出したもの（現在は千秋文庫所蔵）が唯一で、東京大学史料編纂所所蔵影写本及び現在の刊行本なども全てこれを元にしている。
引退した老将が孫と曾孫からの問いかけに答える形で、源氏と東国武士の歴史を語る形式を採っている。源氏と八幡大菩薩の関係から始まり、前九年の役・後三年の役とその際にあった源義光の笛を巡る故事、源義親の梟首、藤原泰衡討伐、源頼朝の2度の上洛、足利尊氏の上洛及び東寺合戦について記している。
源氏の棟梁と東国武士との結びつきの強さを描くことを重視しており、保元・平治の乱や治承・寿永の乱（源平合戦）といった東国との関連性の低い合戦は省略されている。また、当時武家の間で勃興しつつあった武家故実に関する記述にも富んでおり、武家故実書編纂以前における記録の集積としても注目されている。